# Бенуе
Бенуе е щат във Нигерия с площ 34 059 км2 и население 5 323 829 души (2007). Административен център е град Макурди.

## Население
Населението на щата през 2007 година е 5 323 829 души, докато през 1991 година е било 2 780 398 души.